# Шеф Адам Джонс
«Шеф Адам Джонс» (правильно «Шеф-кухар Адам Джонс», англ. Burnt) — американський драматичний фільм 2015 року, режисера Джона Веллса.
Прем'єра відбулася 30 жовтня 2015 року.
Англомовна назва фільму перекладається як «Вигорілий» («Стомлений роботою»).

## Сюжет
Головний герой драми Адам Джонс (Бредлі Купер) в 16 років поїхав до Парижа, щоб зробити кар'єру кухаря. Дуже скоро він став найкращим у цій сфері. Джонс звик до того, що підлеглі беззаперечно слухаються його, а шеф-кухарі інших ресторанів захоплюються ним. Можливо, тому він перестав докладати зусиль, щоб утриматися на піку кар'єри. Непомітно для самого себе він позбувся всього. Тепер, маючи величезний досвід і бажання повернутися у професію, Джонс їде в Лондон, щоб відкрити там свій ресторан.

## В ролях
| Актор             | Роль             |
| ----------------- | ---------------- |
| Бредлі Купер      | Адам Джонс       |
| Сієна Міллер      | Елен             |
| Омар Сі           | Мішель           |
| Даніель Брюль     | Тоні Балерди     |
| Ріккардо Скамарчо | Макс             |
| Сем Кілі          | Девід            |
| Алісія Вікандер   | Анна Марі        |
| Метью Ріс         | Монтгомері Різ   |
| Ума Турман        | Сімон            |
| Емма Томпсон      | доктор Росшильде |
| Лілі Джеймс       | Сара             |
| Сара Грін         | Кейтлін          |

## Виробництво
У 2013 році Джон Веллс був обраний на роль режисера кулінарного фільму, пізніше отримав назву «Burnt». У той же час Бредлі Купер підписав контракт на роль шеф-кухаря Адама Джонса. У червні 2014 року Сієна Міллер була обрана на провідну роль. У липні 2014 року до акторського складу приєдналися Омар Сі, Емма Томпсон, Даніель Брюль, Алісія Вікандер, Лілі Джеймс, Ума Турман і Джеймі Дорнан, сцени з яким пізніше були вирізані з фільму. 7 серпня Меттью Різ був обраний на роль Різа, суперника Джонса.

### Зйомки
Основні зйомки почалися 23 липня 2014 року в Новому Орлеані, штат Луїзіана і тривали протягом двох тижнів.

## Музика
| Original Soundtrack | Original Soundtrack              | Original Soundtrack |
| #                   | Назва                            | Тривалість          |
| ------------------- | -------------------------------- | ------------------- |
| 1.                  | «Fire»                           | 3:17                |
| 2.                  | «It Serves Your Right to Suffer» | 3:25                |
| 3.                  | «Dream»                          | 4:38                |
| 4.                  | «Fade Out Lines»                 | 3:14                |
| 5.                  | «Love Like This»                 | 4:10                |
| 6.                  | «Adam Arrives to London»         | 1:41                |
| 7.                  | «Cooking for Simone»             | 2:54                |
| 8.                  | «Birthday Cake»                  | 2:43                |
| 9.                  | «The Next Menu»                  | 2:02                |
| 10.                 | «Ode to a Sous Vide»             | 0:25                |

| Original Score | Original Score           | Original Score |
| #              | Назва                    | Тривалість     |
| -------------- | ------------------------ | -------------- |
| 1.             | «Adam Arrives to London» | 1:41           |
| 2.             | «Finding the Team»       | 1:03           |
| 3.             | «Ingredients»            | 1:36           |
| 4.             | «Cooking for Simone»     | 2:55           |
| 5.             | «Presentation»           | 0:60           |
| 6.             | «First Service»          | 1:57           |
| 7.             | «Preparation»            | 3:15           |
| 8.             | «The Next Menu»          | 2:02           |
| 9.             | «Persistence»            | 2:34           |
| 10.            | «Quality»                | 1:37           |
| 11.            | «11 Soft Center»         | 2:45           |
| 12.            | «Adam's List»            | 1:39           |
| 13.            | «Chef De Partie»         | 1:21           |
| 14.            | «For Paris»              | 1:38           |
| 15.            | «Yes, Chef»              | 2:38           |
| 16.            | «We Do What We Do»       | 1:44           |

## Реліз
Фільм спочатку повинен був вийти 2 жовтня 2015 року, але в липні, компанія The Weinstein Company перенесла прем'єру на 23 жовтня. У компанії були плани випустити фільм в обмеженому випуску, але пізніше вони відмовилися від цієї ідеї.

## Сприйняття

### Касові збори
«Шеф Адам Джонс» зібрав 13,7 мільйонів доларів США у Північній Америці та 23,0 мільйона доларів на інших територіях, загалом у всьому світі — 36,6 мільйона доларів проти бюджету 20 мільйонів доларів.

### Критика
Фільм отримав змішані відгуки кінокритиків, які високо оцінили гру Купера, але висміяли сценарій. На сайті Rotten Tomatoes фільм має рейтинг 29 % на основі 143 рецензій з середнім балом 5 з 10. На сайті Metacritic фільм має оцінку 42 з 100 на основі 28 рецензій критиків, що відповідає статусу «змішані або середні відгуки». На сайті CinemaScore глядачі дали оцінку фільму B-, за шкалою від A до F.